# Sovjetsk
Sovjetsk (rus. Советск, njem. Tilsit, lit. Tilžė) je grad na obalama rijeke Njemena u Kalinjingradskoj oblasti, u Rusiji.  Prije 1945. je službeno nosio ime  Tilsit i bio je dijelom Istočne Pruske u Njemačkoj. Nalazi se na 55°05′N 21°53′E / 55.083°N 21.883°E.
Broj stanovnika: 43.278 (2004.).
Tilsit je primio gradska prava 1552. Razvijao se uokolo dvorca teutonskih viteza, znanog kao Schalauner Haus, izgrađenog 1288. Svu svoju slavu duguje mirovnom sporazumu potpisanom ovdje u srpnju 1807., čiji elementi su bili dogovoreni od strane careva Aleksandar I Romanov i Napoleona na brodu koji je plovio Njemenom. Ovaj sporazum, koji je uspostavio kraljevstvo Vestfaliju i Varšavsko vojvodstvo, zabilježio je vrhunac pruskog poniženja pod Napoleonom.

## Poznati Sovjetščani/Tilsićani
- pjesnik Max von Schenkendorf, rođen u Tilsitu 1784.
- glazbenik John Kay, pjevač rock-skupine iz kasnih 1960-ih Steppenwolf, rođen u Tilsitu 1944.

## Zanimljivost
Hitler je posjetio grad neposredno prije početka drugog svjetskog rata. Ondje je napravljena slavna slika s Hitlerom na mostu preko rijeke. 
Suvremeni Sovjetsk je nastojao očuvati bogate Tilsitske tradicija proizvodnje sira (Tilsiter, Sovjetski).

## Vanjske poveznice
- Town of Tilsit (now Sovetsk) website in English - www.tilsit.com